# Sülzetal
Sülzetal är en kommun i Landkreis Börde i förbundslandet Sachsen-Anhalt i Tyskland.
Kommunen bildades den 1 april 2001 genom en sammanslagning av de tidigare kommunerna Altenweddingen, Bahrendorf, Dodendorf, Langenweddingen, Osterweddingen, Schwaneberg och Sülldorf.